# Saba comorensis
Saba comorensis, la fruta bungo (pl. mabungo), mbungo, o liana de goma es una planta, que crece en Tanzania, por ejemplo en las islas de Pemba y Zanzíbar en el Océano Índico. La especie pertenece al género Saba de la familia Apocynaceae. La fruta tiene la apariencia de una naranja con una cáscara dura anaranjada pero al abrirla contiene cerca de una docena de pepitas, que poseen la misma textura que la semilla del mango con las fibras y jugos atrapadas entre estas fibras.
Con la fruta se elabora un sabroso jugo, cuyo sabor ha sido descrito como una mezcla "entre el del mango, el de la naranja y el de la piña" El aromático jugo de la fruta Bungo es muy popular en la isla de Pemba y otras zonas de la costa de Tanzania.

## Descripción
Saba comorensis es una liana de bosque muy resistente que puede crecer hasta 20 m de largo. Su tallo es lenticilado y si se lo corta exuda un látex lechoso y pegajoso de color blanco.
Sus hojas son ovaladas o elípticas, de base redondeada, con extremo obtuso o redondeado, miden de 7 a 16 cm de largo por 4 a 8 cm. Las flores son muy fragantes, y se desarrollan en terminales cortas tipo peciolo o corimbos auxiliares, sus corolas son tubulares, con una garganta amarilla  y pétalos blancos.
El fruto mide unos 4 a 8 cm de largo por 3 a 6 cm en sentido transversal, es de color verde cuando joven, y al madurar toma una coloración anaranjada-amarillo. La pulpa del fruto es de color amarillo. Posee gran cantidad de semillas de color negro-marrón oscuro, que se encuentran recubiertas por una pulpa de color naranja-amarillo.
Los chimpancés y las aves ayudan a la dispersión de S. comorensis.